# LEGO Lo Hobbit (videogioco)
Lego Lo Hobbit è un videogioco action-adventure sviluppato da Traveller's Tales. Il gioco è stato pubblicato da Warner Bros. Interactive Entertainment l'8 aprile 2014 negli Stati Uniti, e 11 aprile in UE. È stato annunciato ufficialmente, dai suoi produttori, il 25 novembre 2013.
Il gioco fa parte della linea LEGO Lo Hobbit e si concentra sui primi due film della trilogia de Lo Hobbit: Un viaggio inaspettato e La desolazione di Smaug. L'ultimo capitolo della trilogia, Lo Hobbit - La battaglia delle cinque armate, non verrà più aggiunto al gioco tramite DLC come era stato precedentemente annunciato da Warner Bros.
È stato messo in commercio per PlayStation 3, PlayStation 4, PlayStation Vita, Xbox 360, Xbox One, Wii U, Nintendo 3DS e Microsoft Windows. Una versione demo per PC è stata distribuita nel mese di marzo.

## Modalità di gioco
Il videogioco riprende il tipico gameplay dei precedenti videogiochi prodotti da TT Games e in particolare quello di LEGO Il Signore degli Anelli dove era possibile esplorare liberamente l'intera Terra di Mezzo per avanzare nella storia. Il gioco comprende 16 livelli esplorabili sia in modalità Storia sia in Gioco libero.
I luoghi visitabili comprendono Casa Baggins, Hobbiville, le Montagne Nebbiose, la Città dei Goblin, Bosco Atro, Città del Lago, Dol Guldur, Gran Burrone e la Montagna Solitaria.
È possibile, inoltre, spostarsi da una zona all'altra della mappa grazie al viaggio rapido.
Il gioco possiede una caratteristica LEGO simile a quella presente in The LEGO Movie Videogame, dove Emmet doveva trovare le istruzioni per costruire determinati oggetti Lego, solo che in questo videogioco bisognerà trovare oggetti in legno e oggetti in cristalli di miniera per costruire particolari strumenti necessari per procedere nei livelli. Come in tutti gli altri titoli LEGO, il giocatore potrà creare fino a 8 personaggi personalizzati, modificandoli secondo il proprio stile e i propri gusti.

## Trama
Proprio come i suoi predecessori, il gioco presenta le storie dei film: in questo caso quelle dei primi due capitoli Lo Hobbit - Un viaggio inaspettato e Lo Hobbit - La desolazione di Smaug. Tuttavia, gli sviluppatori hanno modificato le trame per adattarsi agli eventi in una serie di capitoli con l'aggiunta dell'umorismo, che ha reso noto questi giochi.

## Personaggi giocabili
Nel gioco sono presenti come al solito una gran moltitudine di personaggi (se ne contano più di 90), che possiedono abilità e caratteristiche uniche. Tra i personaggi giocabili spiccano i protagonisti Bilbo Baggins e Gandalf il Grigio, insieme a tutti i nani: Thorin, Fili, Kili, Óin, Glóin, Dwalin, Balin, Bifur, Bofur, Bombur, Dori, Nori e Ori. Inoltre ogni nano avrà una sua capacità unica, per esempio Bombur può usare il suo ventre come un trampolino. Una novità introdotta in LEGO Lo Hobbit è quella di poter aggregare due personaggi quando essi si trovano vicini, attraverso uno specifico pulsante, per potere compiere azioni speciali in coppia.
In questa sezione saranno elencati i personaggi giocabili, anche quelli disponibili solo per contenuti speciali.
| - Alfrid, servitore del governatore - Azog - Bain - Balin - Bard l'Arciere - Beorn - Berto - Bifur - Bilbo Baggins - Bofur - Bolg - Bombur - Braga, capitano della guardia della Città del Lago - Contadino di Brea - Dori - Dwalin - Elrond - Elros - Fíli | - Fimbul - Frodo Baggins - Galadriel - Gandalf - Glóin - Gollum - Governatore della Città del Lago - Grande Goblin - Grinnah - Guglielmo Huggins - Jímlí il Maniscalco - Kíli - Legolas - Lindir - Maso - Narzug - Il Negromante di Dol Guldur \| Sauron di fiamme - Nori - Óin | - Omorzo Cactaceo - Ori - Percy, facchino della Città del Lago - Radagast - Re stregone di Angmar (spirito) - Rosie Cotton - Samvise Gamgee - Saruman - Sigrid - Tauriel - Thorin Scudodiquercia - Thráin II - Thranduil - Thrór - Tilda - Tom Bombadil - Yazneg |

| - Nana mercante - Saruman in vacanza - Alce di Thranduil - Girion - Soldato nano - Troll di fiume - Troll delle nevi - Ragno gigante - Nano di pietra - Brandobras Tuc - Piccolo Smaug - Piccolo Gimli |

Altri personaggi giocabili
- Lavoratore e sentinella elfici
- Arciere, capoguardia, guardia degli Elfi di Bosco Atro
- Bruto, soldato, scriba dei Goblin
- Nano da guardia
- Orchi, uno di Monte Gundabad e uno Berserker
- Un soldato di Dale
- Uno Spettro dei Tumuli
- Buttafuori, Signora Troll
- Arciere, guardia degli Uomini della Città del Lago

## Dialoghi
Come per Lego Il Signore degli Anelli, anche in LEGO Lo Hobbit i vari personaggi possono parlare. Il dialogo è preso direttamente dai film. Nella versione italiana, saranno presenti i sottotitoli mentre il gioco è in lingua originale. Christopher Lee ha un ruolo non accreditato come il narratore nel gioco.

## Il DLC deLa battaglia delle cinque armate
Nel gennaio 2014, è stato dichiarato che sarebbe stato rilasciato un DLC dell'ultimo film della trilogia, Lo Hobbit - La battaglia delle cinque armate, che uscirà intorno al periodo del film, alla fine dello stesso anno. Tuttavia, nessun DLC è stato rilasciato. Più di un anno dopo è stato rivelato che, nonostante nessuna cancellazione effettiva del DLC, non c'era più in programma di creare l'espansione, né di adattarsi come un altro gioco.

## Recensioni
Il gioco ha ricevuto principalmente recensioni positive. I critici hanno elogiato la grafica del gioco e l'umorismo basato sulla trilogia cinematografica di Peter Jackson, ma è stata criticata la storia sconnessa, identità di personaggi e il finale (a causa della mancanza dell'ultimo capitolo). Secondo Metacritic, il sito di recensioni statunitense, Lego Lo Hobbit ha ricevuto per PS4 un voto di 72 su 100, per X360 70 su 100, per PC 68  mentre su Xbox One 69 su 100.